# نظام تفادي الاصطدام

رسم تخطيطي لنظام تجنب الاصطدام

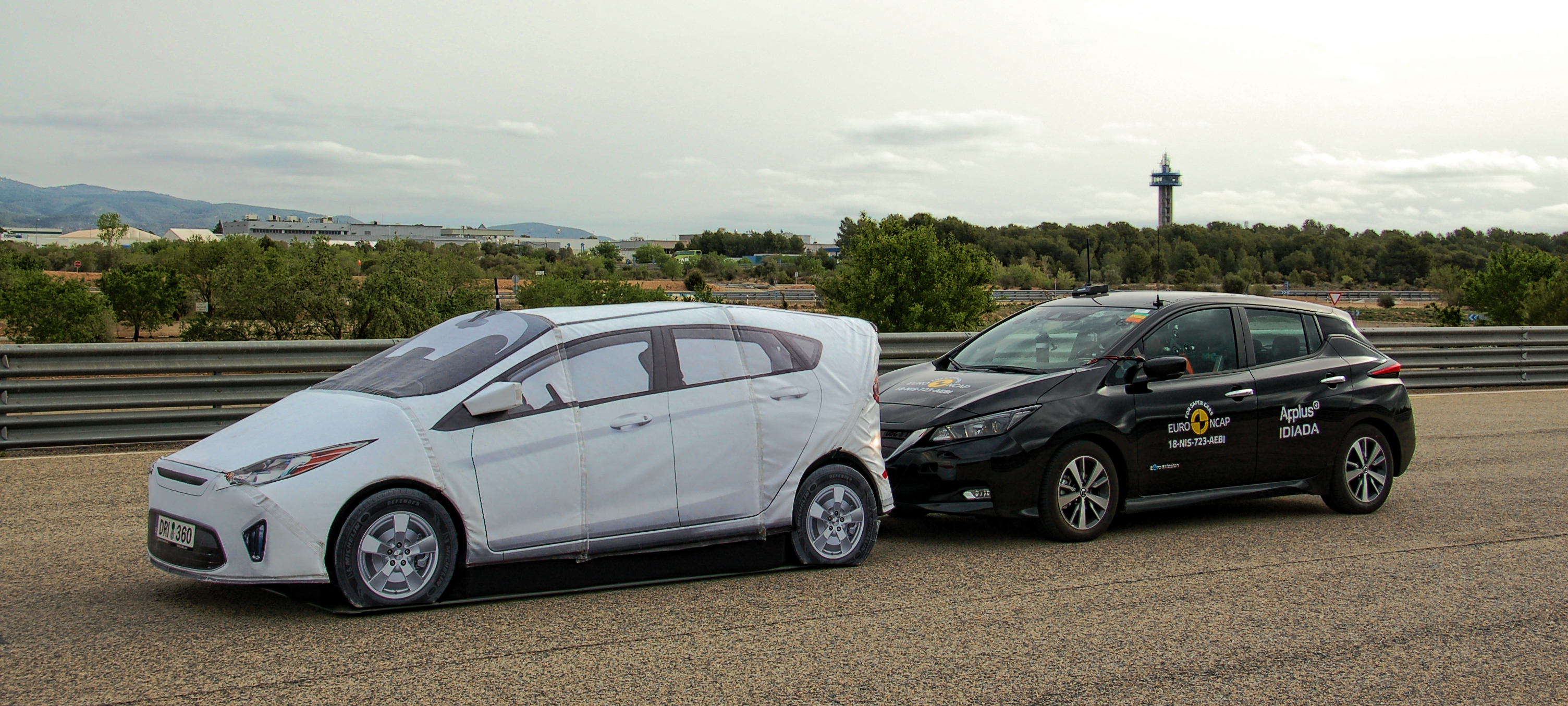
سيارة تقترب من هدف متحرك وتقوم بإجراء اختبار فرملة الطوارئ الذاتية (AEB).

نظام تجنب الاصطدام ( CAS ) ، المعروف أيضًا باسم نظام التحذير من الاصطدام الأمامي، أو نظام تخفيف الاصطدام ، هو نظام أمان للسيارات مصمم لمنع أو تقليل شدة الاصطدام.  في شكله الأساسي، يراقب نظام التحذير من الاصطدام الأمامي سرعة السيارة، وسرعة السيارة التي أمامها، والمسافة بين المركبات بحيث يمكن أن يعطي تحذيرًا للسائق إذا اقتربت المركبات أكثر من اللازم، تساعد على تجنب وقوع حادث.  تشمل التقنيات والمستشعرات المختلفة المستخدمة الرادار (في جميع الأحوال الجوية) وأحيانًا الليزر ( LIDAR ) والكاميرا (باستخدام التعرف على الصور ) للتنبيه من حادث وشيك    وبعض الانظمة يمكنها اكتشاف المشاة أيضًا.

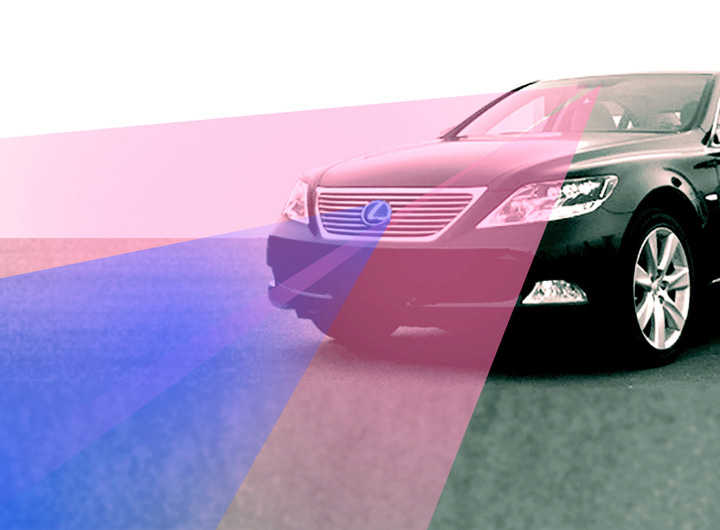
تغطية الرادار (أزرق) والكاميرا(حمراء)

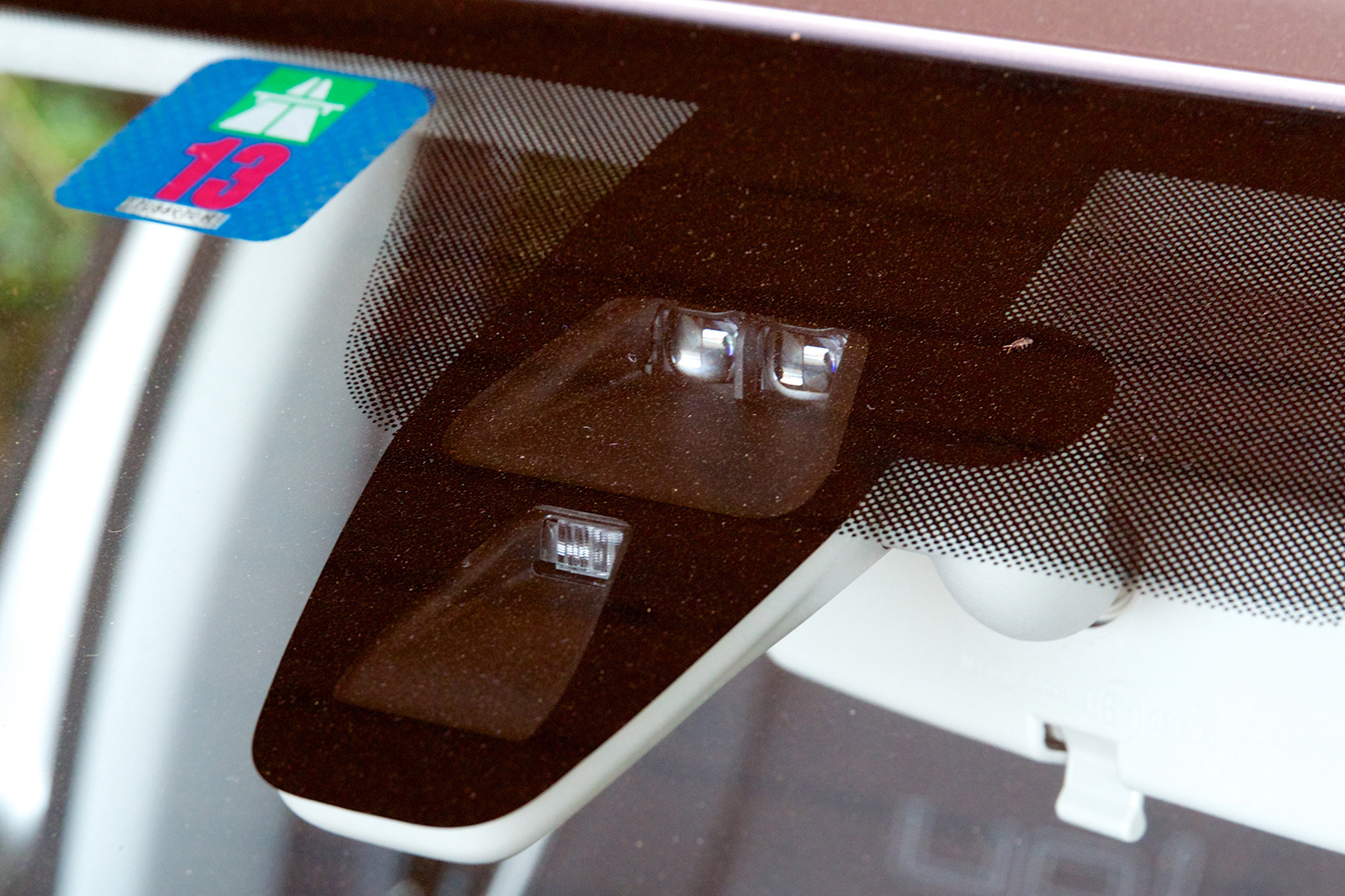
جهاز استشعار ليزر